# محمدحسن احمدی فقیه یزدی
محمدحسن احمدی فقیه یزدی (زاده ۱۳۳۰ - درگذشته ۷ شهریور ۱۳۸۹) مجتهد شیعی و از استادان حوزه علمیه قم بود.
همسر وی زهره صفاتی از بانوان مجتهد و محقق شیعه است.

## تولد
وی در سال ۱۳۳۰ در روستای طزرجان استان یزد متولد گردید. پدرش، ملاّ احمد احمدی نجفی حائری یزدی فرزندآخوند ملاّ حسین (مقتول و مدفون در رواق حرم علی بن محمد و حسن عسکری) از علما و آیات عظام و فقیهان صاحب نظر و مورد توجّه در نجف اشرف و کربلا و سامرّا بود. وی، پس از هجرت به ایران در ناحیه یزد، مشغول پژوهش و تدریس شد.
وی به خاطر سیادت مادرش، به «حاج میرزا محمدحسن» مشهور است. درباره اجداد پدرش نیز گفته شده که آنان از سادات بوده‌اند و از بحرین به ایران تبعید شده‌اند یا مهاجرت کرده‌اند و برای رعایت مصالحی، مانند حفظ جانشان، عمامه سفید بر سر بسته‌اند.

## آغاز تحصیل علوم دینی
تحصیل علوم دینی را نزد پدرش آغاز کرد. بعد از مرگ پدر، او و برادرش، با راهنمایی حاج میرزا محمد حسن قافی یزدی نزد خود ایشان و غلامرضا فقیه یزدی خراسانی به فراگیری علوم دینی ادامه دادند. دروس سطح را نزد استادانی مانند:حاج میرزا لطفعلی لطفیان سرگزی - آیت‌اللهی، علومی، شهید صدوقی، طباطبایی، سلطانی و بروجردی و... تکمیل کرد.
از دیگر استادانش می‌توان به  سید محمدرضا گلپایگانی، محمدعلی اراکی، محقّق، فکور، مرتضی حائری یزدی، سید رضا بهاءالدّینی، میرزا هاشم آملی و... اشاره کرد.
وی، علاوه بر فقه و اصول، تفسیر، حدیث، عرفان، فلسفه ریاضی و هیئت را نزد علامه طباطبایی، رفیعی قزوینی، شعرانی، الهی قمشه‌ای و مطهری آموخت.

## فعالیت‌های اجتماعی
- امامت جمعه شهرستان بروجرد
- حضور در جنگ ایران و عراق
- امامت جمعه موقت بندرعباس

## فعالیت‌های علمی
- تدریس خارج فقه و اصول و علوم اسلامی در حوزه علمیه قم
- تدریس خارج مباحث قرآنی، به‌ویژه احکام القرآن و چندین دوره اصول تفریعی و پاره‌ای از کتاب‌های فقهی با اشاره به مسائل جدید و مقایسه با قانون مدنی و عرفان و فلسفه و کلام و بعضی از مباحث هیئت

## نظریه‌های فقهی جدید
در فهم قرآن و احادیث، آراء و نظرهای اجتهادی ویژه‌ای از وی در دست است؛ مانند «درایت قرآنی» و «وراثت از قرآن» که هر کدام چهارده محور را دنبال می‌کند.
در باب مسائل فقهی نیز ابتکارات و راه‌حل‌هایی برای «مسائل مستحدثه و نوپیدا» ارائه کرده است و در شعاع مسائل فقهی، قواعد و ضوابط اصولی را به صورت «تفریعی و کاربردی» تبیین و تحلیل کرده است.
در تنظیم منابع و مدارک فقهی مانند: «آیات الأحکام»، «احکام دستوری قرآن مجید»، «علوم قرآنی» و «قواعد فقهی قرآنی» هم ابتکاراتی دارد و در طرحی جامع برای تنظیم و بررسی روایات، مجموعه‌ای به نام «أساس الأحکام الشّرعیة و جامع أدلّتها» تدوین نموده است.

## تالیفات
آثار چاپ‌شده:
- احکام القرآن (سلسله درس‌های دوره تخصصی علوم قرآن در حوزه علمیه قم)
- حاشیه بر مناسک شیخ انصاری
- حاشیه بر سراج العباد شیخ انصاری
- تعلیقه بر بخشی از عروة الوثقی
- حاشیه بر منتخب المسائل مرحوم طباطبایی یزدی
- مقدمه و تعلیق بر قاعده لاضرر مرحوم میرزای نائینی
- حاشیه بر مناسک امام خمینی
- نیت راه هدایت (شرح حدیث بیستم از اربعین حضرت امام)
- رسالة فی طلوع الفجر فی اللیالی المقمرة و...
- مجموعه‌ای از مباحث رجالی (این مباحث در مجله کیهان اندیشه چاپ شده است)
- مباحث متفرقه درباره مبانی کلمات حضرت امام
- رساله اساس المسائل و الاحکام (توضیح المسائل تحلیلی)